# Celestine Babayaro
Celestine Hycieth Babayaro (Kaduna, 1978. augusztus 29. –) nigériai válogatott labdarúgó. Szülei V. Celesztin pápáról nevezték el.

## Pályafutása
Babayaro a nigériai Plateau United-ben kezdte pályafutását. Aztán a belga Anderlecht-be szerződtette.
1997 áprilisában igazolt az angol Chelsea-hez, 2.25 millió fontért. Ahol 1998-ban UEFA-szuperkupát, 2000-ben FA kupát nyert.
A 2004/2005-ös Premier League szezonban mindössze négy mérkőzésen játszott, így 2005 januárjában elhagyta a Chelsea-t és a Newcastle United-hez igazolt, ahol 47 meccsen szerepelt.
2008. január 21-én az amerikai Los Angeles Galaxy 1 millió fontot fizetett Celestine hároméves szerződéséért.
2008 augusztusában Harry Redknapp hívására a Portsmouth-szal edzett, viszont nem felelt meg az edző elvárásainak.
A nigériai válogatottban 1995-ben mutatkozott be, Üzbegisztán ellen.

## Személyes
- Babayaro bátyja, Emmanuel, kapusként, szintén tagja volt a nigériai válogatottnak. Öccse a volt Barcelona csatár, Haruna Babangida.
- Babayaro a legfiatalabb játékos, aki játszott a Bajnokok ligájában.